# Emil Czech
Emil Czech (17. října 1862 Horní Dlouhá Loučka č.p 39 – 7. července 1929 Dolní Dlouhá Loučka č.p. 154) byl moravský malíř německé národnosti. Zabýval se dekorativní malbou, krajinomalbou a figurálním žánrem.

## Životopis
Narodil se jako nejmladší z deseti dětí v rodině sládka v pivovaře Řádu německých rytířů v Horní Dlouhé Loučce.
Dětství prožil v rodném kraji na Uničovsku. První výtvarné vzdělání získal ve Vídni na soukromé škole kreslení Peuschla a Deiningera. V 18 letech nastoupil na Uměleckoprůmyslovou školu ve Vídni (kde ho učil K. Hrachowina, L. Minnigerode, M. Rieser a A. Groll). Pak ještě setrval v ateliéru o šest let staršího, původem Moravana, Eduarda Veitha, se kterým spolupracoval na oponě zhotovené pro vídeňské Volkstheater. Od tohoto svého přítele a učitele získal nejen zkušenosti s monumentální tvorbou, ale převzal i jeho styl symbolistní malby pohádkově snových výjevů a smysl pro dekorativní tvorbu. To vše uplatnil při výzdobě divadla v Lublani (nástropní malby).
Od roku 1890 měl Emil Czech ve Vídni ateliér, kde se věnoval jak malbě portrétní, tak i žánrové, malbě zátiší i krajinomalbě, ve které volil záběry jak z venkovského prostředí Rakouska i Moravy, tak i z městského prostředí staré Vídně (Vororteilinie in Wien, 1899), žánrové scény z klášterního života a kostelní obrazy. V tvorbě se postupně oprošťoval od naturalismu i akademismu (Podobizna ženy s vyčesanými vlasy, 1887, Moravská galerie v Brně, dále MGB). Již v některých jeho malbách z konce 19. století pozorujeme výrazný cit malíře pro jemné světelné hodnoty (Sváteční den, 1896, Muzeum umění v Olomouci, dále MUO). U některých citově podmanivých a zádumčivých Czechových krajinomaleb z počátku 20. století rozpoznáme i podněty glasgowské či worpswedské školy (Večerní krajina, 1902, MUO). V pozdějších exteriérových výjevech uplatnil malíř již impresionistické zaujetí pro řešení námětů zachycených v plném svitu letního slunce (Letní den, 1913; Děti v květinovém poli; Vídeňská milovnice květin; Hrající si děti, 1913).
Ve Vídni byl Czech od roku 1904 členem spolku Genossenschaft der bildenden Künstler a od roku 1916 členem spolku Albrecht Dürer-Bund. Vystavoval nejen ve Vídni (samostatně v roce 1908), ale i ve Štýrském Hradci, Mnichově, Berlíně a v roce 1903 na rakouské výstavě v Chicagu. Na Moravě se Czech účastnil výstav se spolkem Mährischer Kunstverein i v Scholle v Brně, Ostravě i jinde. Jeho díla na výstavách Metznerbundu zhlédli i v Olomouci, Opavě, v Šumperku, Šternberku a jinde.
V roce 1903 zdědil po svém zesnulém a svobodném nejstarším bratrovi Josefovi dům čp. 154 v Dolní Dlouhé Loučce, který později nechal přebudovat na ateliér. V roce 1912 se v Dolní Dlouhé Loučce oženil s dvacetiletou Marií Zillichovou (ze sousedního domku) a v průběhu první světové války se natrvalo vrátil do rodného kraje, kde pokračoval ve své tvorbě, zejména v krajinomalbě.
Manželství Emila Czecha zůstalo bezdětné, zemřel 7. července 1929 a byl pohřben do hrobu s prostým pomníkem na místním hřbitově, jeho manželka zemřela v roce 1963.

## Dílo
Čtyřicetiletí 1880 - 1920 (do kterého převážnou tvorbu Emila Czecha lze zařadit) je možno v souvislosti s výtvarným uměním vyložit několikerým způsobem. Toto časové období je třeba ještě vhodným způsobem vymezit, zavést určitou periodizaci vzhledem k časovému výskytu příslušného fenoménu - uměleckého stylu: doznívající barokní klasicismus, naturalismus (umění), impresionismus, secese, moderna, kubismus.
Většinu díla vytvořil Emil Czech ve Vídní, kde prožil větší část svého tvůrčího období. V současné době jsou některé obrazy prodávány v několika aukčních síních.

### Výběr děl
- Ranní toaleta (1906) MUO
- Studie mužského sedícího aktu MUO
- Tkalcovská dílna (1902) MUO
- Na houpačce (1908) MUO
- Studie mužského ležícího aktu 1885 (1885) MUO
- Večerní krajina (1902) MUO
- Portrét starého muže (1885) MUO
- Hlava dívky (1900) MUO
- Podobizna děvčátka (1900)
- Podobizna ženy s vyčesanými vlasy (1887) MGB
- Podobizna starší dámy s červenou stuhou (1885) MGB
- Portrét starce (1885) MGB
- Vánoce (1912)
- Novorozenec (1908)
- Vesnice u řeky (1898)
- Krásná mladá dívka (1914)

## Galerie

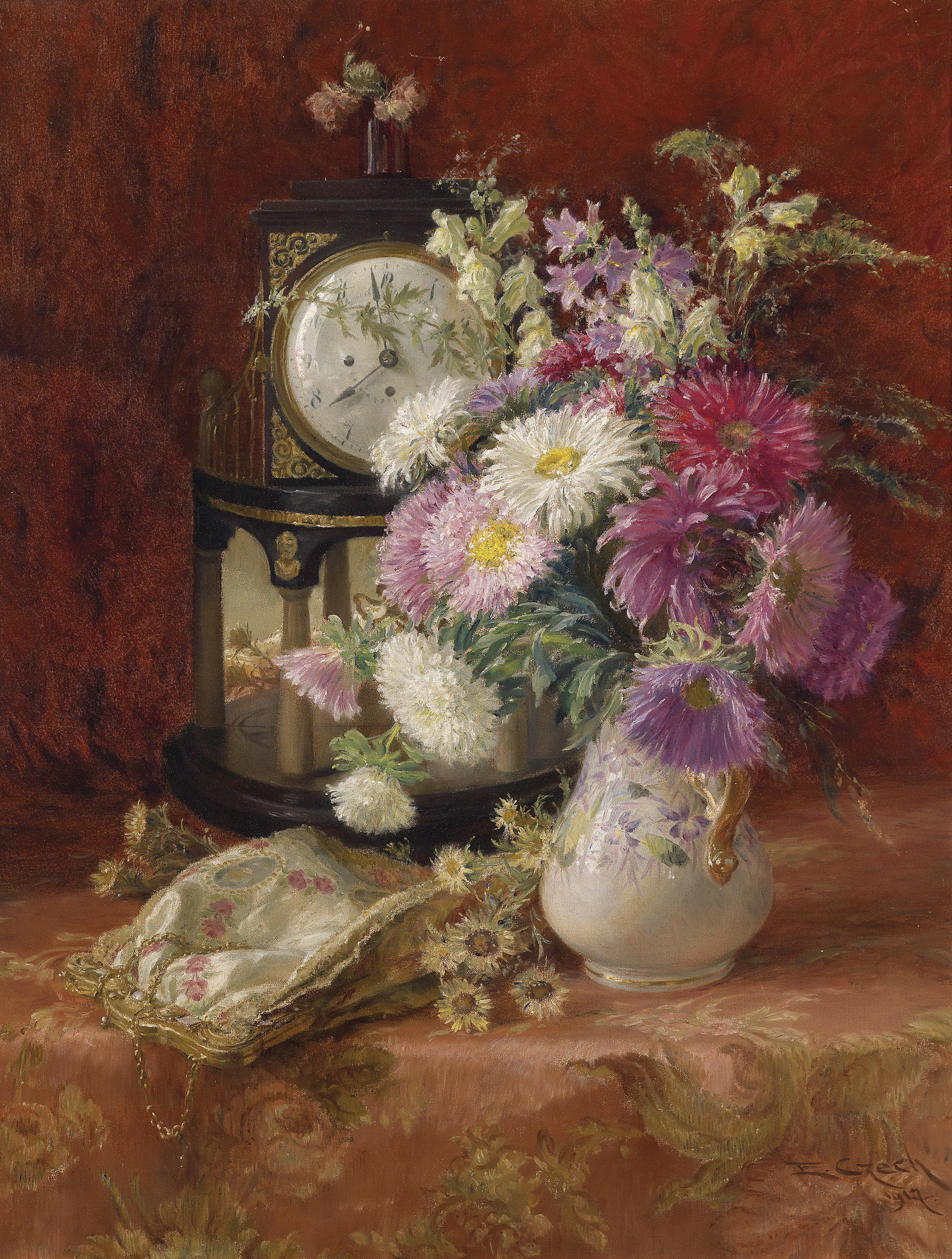
Emil Czech – Zátiší se starožitnými hodinami (1917)
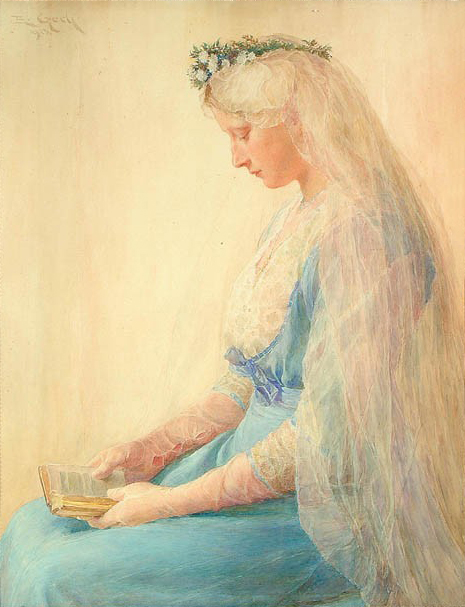
Emil Czech – mladá dívka (1914)
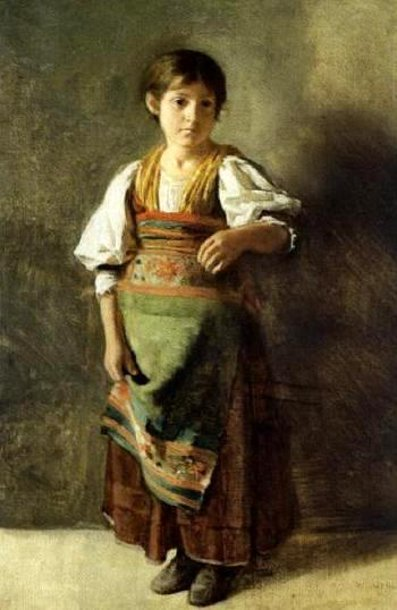
Emil Czech – vesnická dívka (před1920)
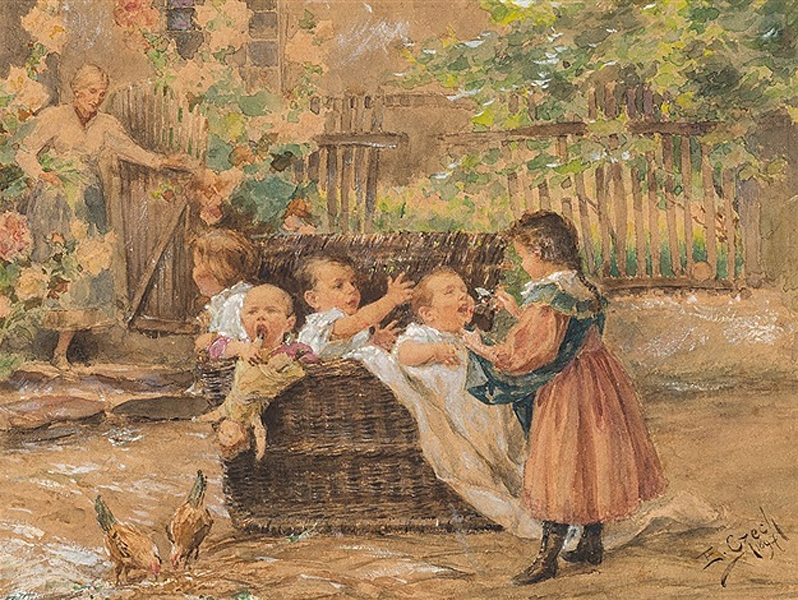
Emil Czech – hrající si děti (1897)
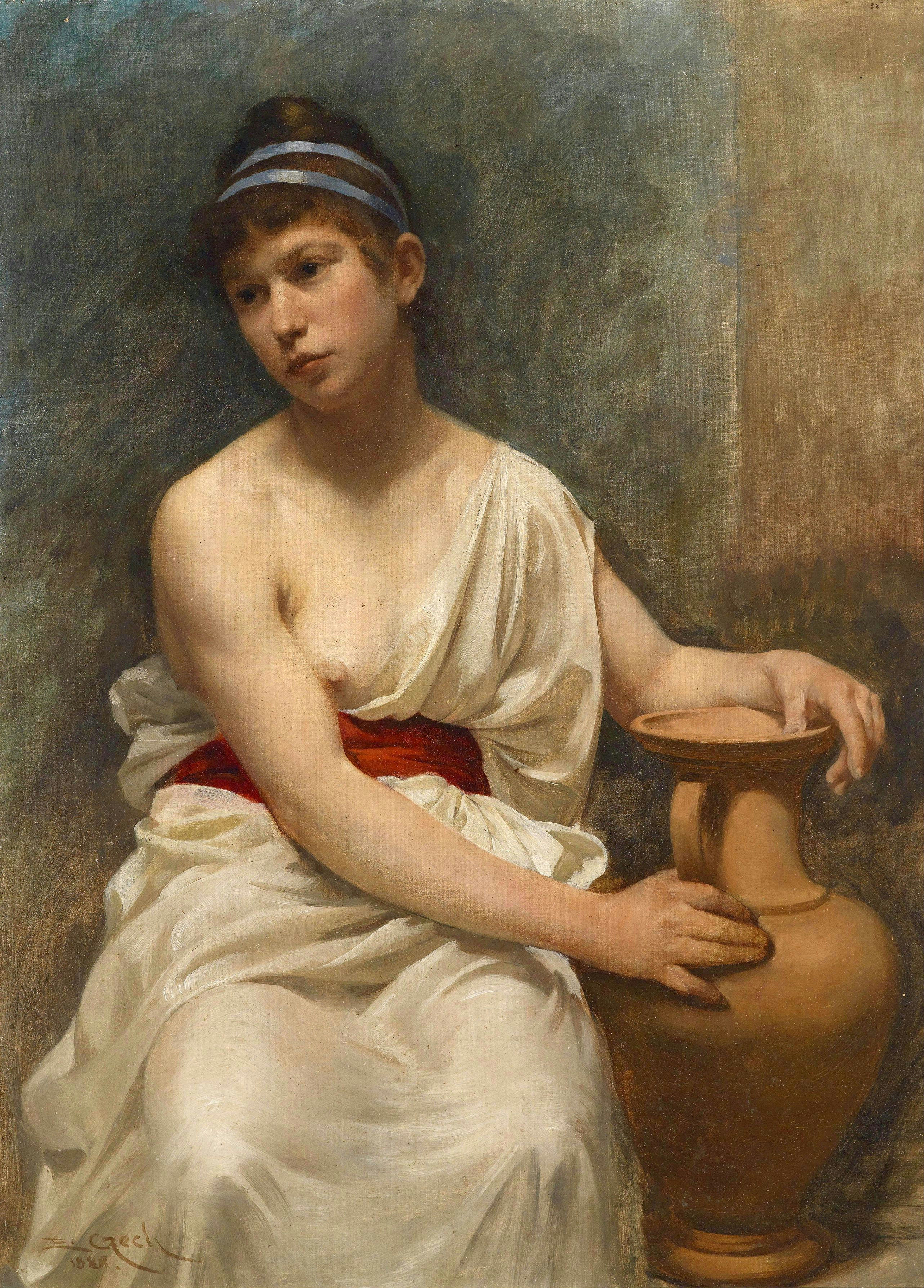
Emil Czech – portrét mladé dívky a antickou vázou (1888)
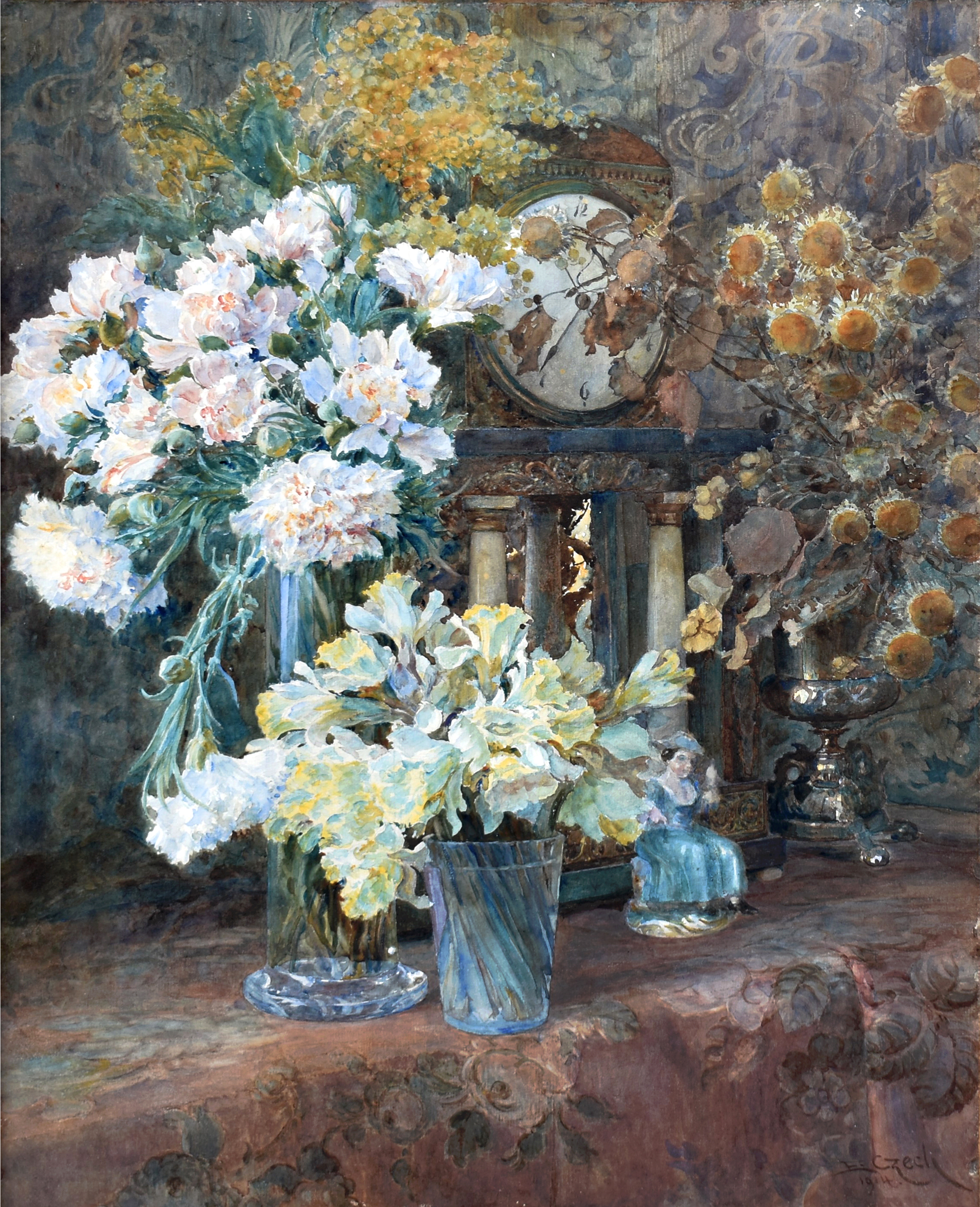
Emil Czech (Hodiny v květinách - 1914)